# Obdurodon
Obdurodonte ou Obdurodon é um gênero de monotremados australianos com apenas duas espécies. Difere do gênero atual Ornithorhynchus pela manutenção dos dentes no estágio adulto.